# Seilbahn Brest
| Seilbahn Brest                              | Seilbahn Brest          |
| ------------------------------------------- | ----------------------- |
| Lage:                                       | Brest, Bretagne         |
| Gesamtlänge:                                | 420 m                   |
| Seilbahntyp:                                | Pendelbahn              |
| Fahrt                                       |                         |
| Dauer:                                      | 1 Minute 30 Sekunden    |
| Geschwindigkeit:                            | 27 km/h                 |
| Beförderungsleistung:                       | 1220 Personen/h         |
| Hintergrund                                 |                         |
| Besitzer:                                   | Keolis Brest            |
| Eröffnung:                                  | 2016                    |
| Hersteller:                                 | Bartholet (Unternehmen) |
| Technik                                     |                         |
| Tragseildurchmesser:                        | 50 mm                   |
| Zugseildurchmesser:                         | 25 mm                   |
| Antrieb:                                    | 2 × 293 kW              |
| Quelle: isr.at und remontées-mécaniques.net |                         |

Die Seilbahn Brest, französisch Téléphérique de Brest, ist eine Seilbahn in der französischen Stadt Brest. Sie überquert den Fluss Penfeld und verbindet das Stadtviertel Quartier des Capucins mit der Station Jean Moulin in der Innenstadt. Es handelt sich um die erste in den ÖPNV integrierte Luftseilbahn Frankreichs.
Die Seilbahn ist eine beliebte Touristenattraktion und bietet eine gute Aussicht über die Stadt.
Aus technischer Sicht handelt es sich um ein spezielles Pendelbahnsystem mit breiter Seilspur, zwei Zug- und vier Tragseilen, bei dem sich die beiden Kabinen nicht nebeneinander, sondern übereinander kreuzen.
Ein auffälliges Merkmal der Seilbahn ist die einzige, 82 Meter hohe Fachwerkstütze, die dafür sorgt, dass der Fluss darunter von Schiffen befahren werden kann. Besonders ist, dass die Seilspuren sich durch das spezielle Seilbahnsystem auf der Stütze übereinander befinden und nicht wie bei gewöhnlichen Pendelbahnen neben der Stütze verlaufen, sondern durch den Fachwerkmast führen.

## Geschichte
Seit Mitte des 19. Jahrhunderts bestand das Quartier des Capucins aus Werkshallen der französischen Marine. Nachdem diese ab 2004 nicht mehr gebraucht wurden, wurde beschlossen, die Hallen zu erhalten und dort ein neues Stadtviertel mit Raum für Ateliers, Gastronomie und Sport zu schaffen.
Ein Problem war die Anbindung des neu geplanten Viertels an den ÖPNV: Die beiden Haltestellen der Straßenbahn Brest liegen relativ weit entfernt und die Busse der Linien 1 und 41 halten ebenfalls nicht in der Nähe. Daher prüfte die Metropolregion die Möglichkeiten einer Brücke, einer Schwimmbrücke und einer Seilbahn. 2011 fiel die Wahl auf die Seilbahn, weil diese eine schnelle, direkte und komfortable Verbindung zu relativ geringen Kosten bietet und der Betrieb klimaneutral ist.
Im Jahr 2016 wurde die Seilbahn gebaut. Der Bauherr war SemTram, DCSA übernahm die Bauleitung, die Planung wurde von Bouygues durchgeführt und der Seilbahnhersteller war Bartholet. Insgesamt kostete die Bahn 19,1 Millionen Euro.

## Technik

### Seilführung
Die Seilbahn Brest ist eine Pendelbahn mit zwei Kabinen, aber keine konventionelle Pendelbahn, sondern ein spezielles System mit abweichender Seilführung, das so entwickelt wurde, dass im Bereich der Stationen Platz gespart werden kann, indem nur zwei anstelle von sonst drei Perrons nötig sind, weil diese Bahn anders als gewöhnliche Pendelbahnen nicht ein, sondern zwei Zugseile hat.
Jedes Zugseil bildet eine Schlaufe, sodass es aus je einer Innen- und einer Außenseite besteht. Jedes Seil hat also zwei Abschnitte, beide Seile zusammen haben vier. Eine der beiden Kabinen ist an den beiden Innenseiten befestigt, die andere an den Außenseiten, wofür das Gehänge entsprechend breiter ist. In den Stationen befinden sich alle Zugseilabschnitte auf derselben Höhe. Auf der Strecke ist das nicht möglich, weil beide Kabinen sonst bei der Kabinenkreuzung zusammenstoßen würden. Stattdessen werden die Inneren beiden Zugseilabschnitte durch die Stütze weiter oben geführt, sodass die Kabinen sich übereinander kreuzen.
Über jedem dieser Zugseilabschnitte befindet sich ein Tragseil, das das Gewicht der Kabinen trägt und auf dem die Kabinen auf Laufwerken rollen. Jede Kabine wird also insgesamt von zwei Zugseilen gezogen und von zwei Tragseilen getragen.
Durch die beiden voneinander unabhängigen Zugseilschlaufen kann es allerdings auch zu kleinen Unterschieden in der Länge der Seile kommen. Das wird ausgeglichen durch Umlenkscheiben in der Station Jean Moulin, die hydraulisch in Fahrtrichtung oder in die entgegengesetzte Richtung bewegt werden können.

### Antrieb und Abspannung
In der Station Capucines befinden sich die beiden Antriebe für beide Zugseile. Jedes Seil hat dabei seinen eigenen Antrieb, im Normalbetrieb sind diese gekoppelt. Die Seile werden durch die Antriebsscheibe, an der sich auch die Bremsen befinden, in den Spannschacht gelenkt. Dort lenken Umlenkscheiben, die durch 16,6 Tonnen schwere Betongewichte nach unten gezogen werden, die Seile wieder nach oben, wo sie nochmals abgelenkt werden und so wieder auf die Strecke gelangen.
Die Tragseile werden in Jean Moulin abgespannt und sind in Capucines verankert, dort befinden sich auch die Seilreserven.

## Stationen

### Jean Moulin
Die Station Jean Moulin befindet sich in der Innenstadt und ist teilweise auf eine Plattform gebaut, die über das unterhalb gelegene Hafengebiet ragt. Dort befinden sich die Abspanninrichtungen der vier Tragseile und die Umlenkscheiben der Zugseil, die zum Ausgleich der Längen hydraulisch beweglich sind.
Das Stationsgebäude ist sehr kompakt gehalten und besteht aus zwei überdachten und umbauten Bahnsteigen, wovon eines zum Ein- und eines zum Ausstieg gedacht ist. Außerdem gibt es einen Wartebereich und Ticketautomaten.
In der Nähe befinden sich die Haltestellen der Buslinie 1 und der Straßenbahnlinie A.

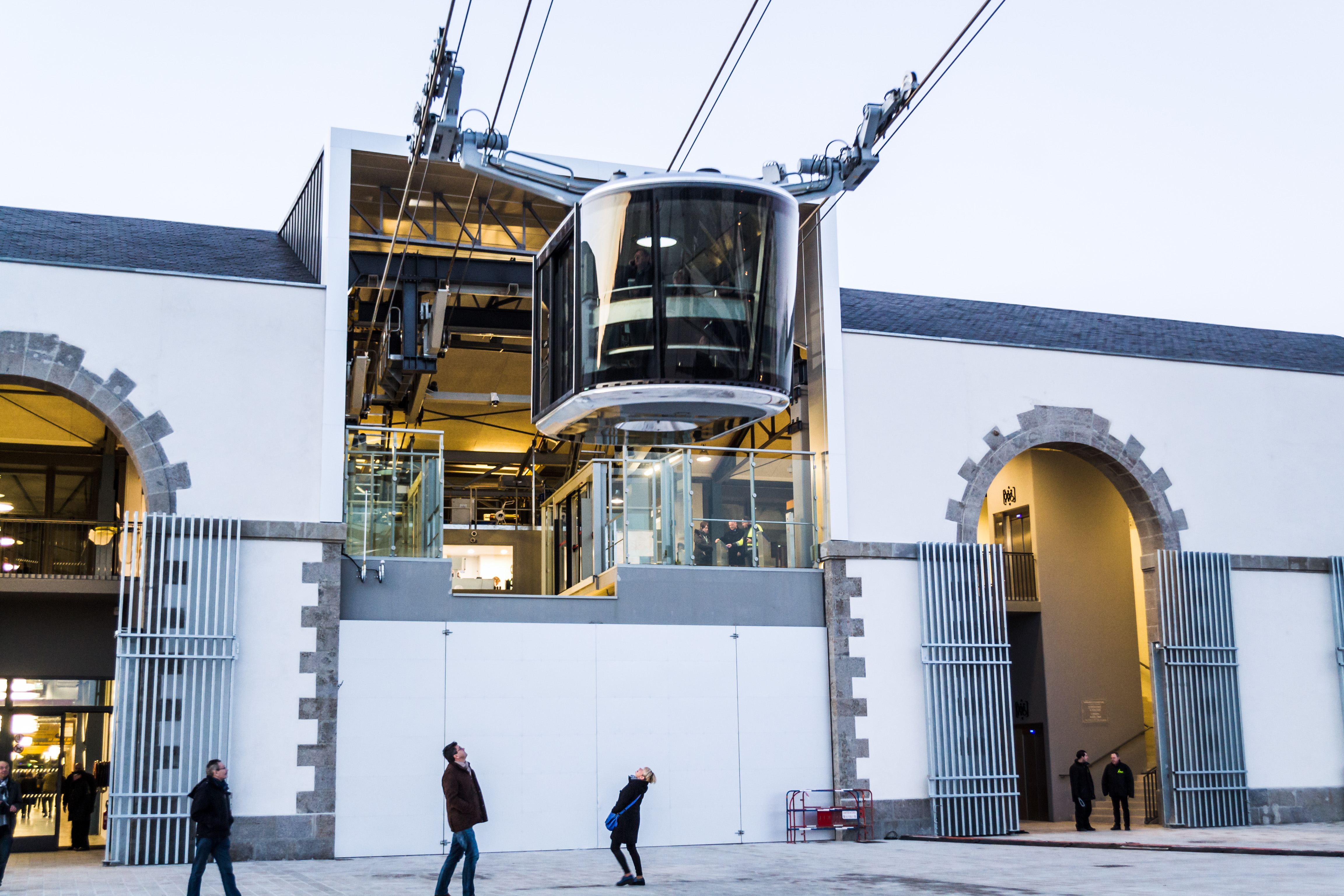
Station Capucines mit einer Kabine

### Capucines
Die Station Capucines ist in das historische Gebäude der ehemaligen Marinehallen eingebaut.
Hier befindet sich mit den beiden Motoren, den Bremsen, der Abspannung der Zugseile und der Verankerung der Tragseile ein Großteil der Seilbahntechnik durch Glasscheiben einsehbar. Auch diese Station besteht aus einem Einstiegs- und einem Ausstiegsperron, dorthin gelangen die Passagiere über eine Treppe oder einen Aufzug.

## Kabinen

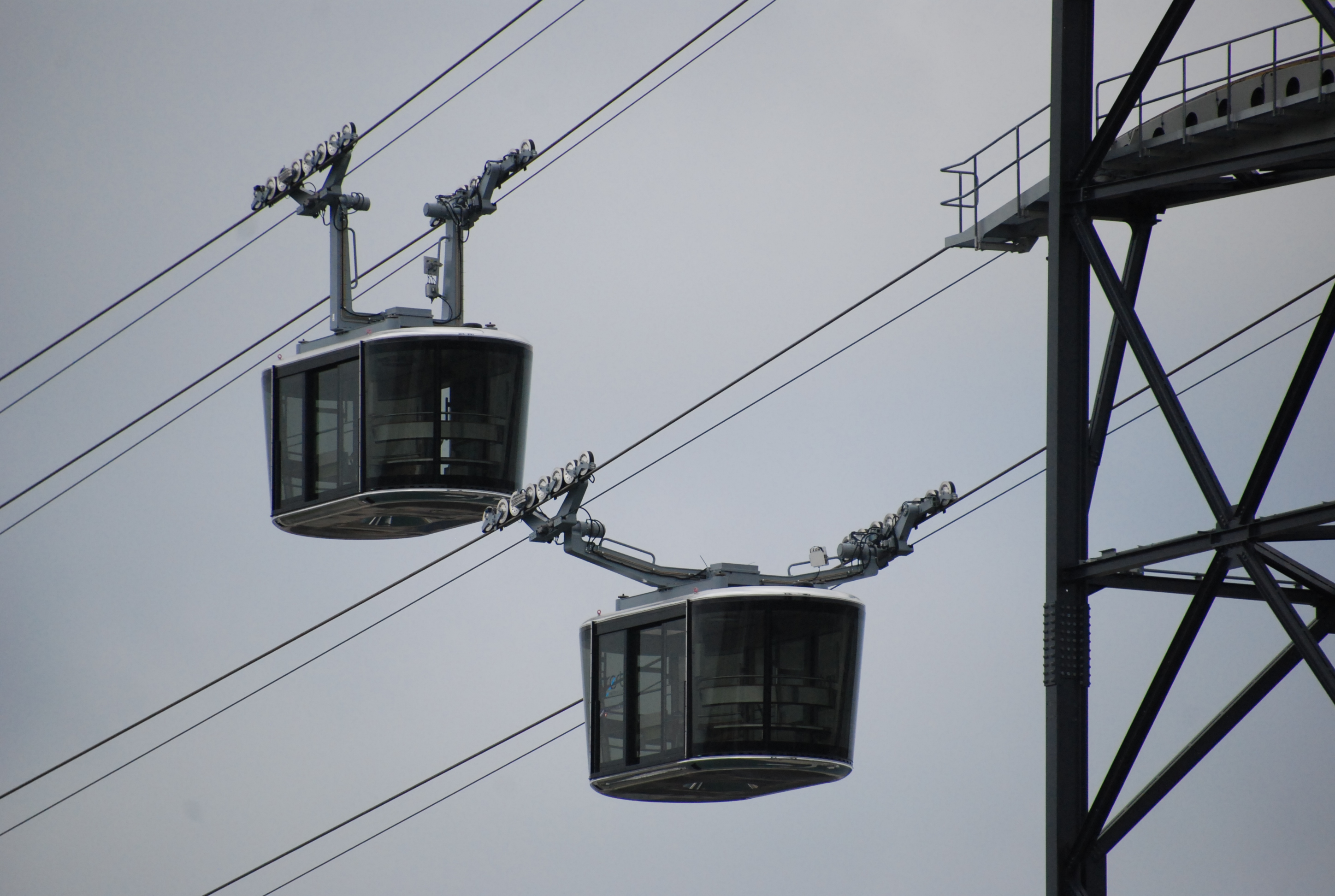
Die beiden Kabinen Lewin (oben) und Charlotte (unten)

Die beiden Kabinen von Gangloff sind Lewin und Charlotte benannt und tragen den Schriftzug ihres Namens auf beiden Stirnseiten. Lewin ist die obere der beiden Kabinen und mit den Innenseiten der Zugseile verbunden, hat also das schmalere Gehänge. Charlotte ist dementsprechend die untere Kabine, hat ein breiteres Gehänge und wird von den Außenseiten der Zugseilschlaufen gezogen.
Die beiden Kabinen selbst sind gleich gebaut: sie haben eine Kapazität von 60 Personen und sind rundherum verglast, außerdem gibt es im Boden und in der Decke der Kabinen ein kleines Fenster. Auf jeder der beiden Seiten haben die Kabinen zwei Türen. An den Stirnseiten gibt es Bänke und in der Mitte Klappbänke, an deren Stelle auch Platz für Rollstuhlfahrer ist.
Die Scheiben der Kabinen werden bei der Überfahrt der Kaserne und privater Gärten undurchsichtig, damit diese nicht eingesehen werden können.

## Betrieb
Die Seilbahn fährt alle fünf Minuten, eine Fahrt dauert anderthalb Minuten. Montags ist sie von 11:00 bis 24:00 Uhr in Betrieb, dienstags bis donnerstags von 7:30 bis 24:00 Uhr, freitags und samstags von 7:30 bis 0:30 Uhr und sonntags von 0:00 bis 23:00 Uhr. Für die Fahrt ist ein Bahn- bzw. Busticket oder das gesonderte Seilbahnticket nötig, das für die Hin- und Rückfahrt 2 Euro kostet.

### Technische Probleme
Am 10. August 2017 stürzte bei den jährlichen Wartungsarbeiten eine der Kabinen ab und wurde zerstört.
Ende Mai 2020 wurden bei den jährlichen Wartungsarbeiten Probleme an der Stütze, der Antriebssynchronisierung und an der Hydraulik zum Ausgleich der Seillänge sowie unerwartet früher Verschleiß der Schrauben festgestellt. Zur Reparatur musste der Betrieb eingestellt werden. Die Wiederinbetriebnahme war für Anfang Dezember 2020 geplant, fand allerdings verspätet erst Anfang Februar 2021 statt. Während der Reparatur pendelte zwischen den Stationen ein Elektrobus. Die Kosten für die Reparatur übernimmt der Hersteller.